# Радауци
Радауци (рум. Rădăuţi, пољ. Radowce. укр. Радівці) град је у у крајње северном делу Румуније, у историјској покрајини Буковини. Радауци је трећи по важности град у округу Сучава.
Радауци према последњем попису из 2002. има 27.759 становника.

## Географија
Град Радауци налази се на крајњем северу Румуније, близу државне границе са Украјином (10 km северно). Град је смештен у историјској покрајини Буковини, око 180 km западно до Јашија.
Радауци се налази у долини између река Сучаве и Сучавице, на приближно 375 m надморске висине. Крајње источни огранци Карпата налазе се западно од града.

## Становништво
У односу на попис из 2002., број становника на попису из 2011. се смањио.
| 1966.  | 1977.  | 1992.  | 2002.  | 2011.  |
| ------ | ------ | ------ | ------ | ------ |
| 18.580 | 21.869 | 31.074 | 27.633 | 23.822 |

Румуни чине већину становништва Радауција, а од мањина присутни су Пољаци и Роми. Пре Другог светског рата Јевреји су чинили значајан део градског становништва.

## Галерија
- Главна улица
- Саборна црква
- Градска кућа
- Синагога